# Thời biểu của lịch sử Liên minh châu Âu
Dưới đây là Thời biểu của lịch sử Liên minh châu Âu và việc phát triển từ đầu của nó:

## Các biến cố then chốt
- 2007 – Bulgaria và România gia nhập; ký kết Hiệp ước Lisbon
- 2005 – Pháp và Hà Lan bác bỏ Hiến pháp châu Âu
- 2004 – 10 nước gia nhập; ký kết Hiến pháp
- 2002 – Phát hành đồng Euro (thay thế tiền của 12 nước)
- 1999 – Ủy ban Santer buộc phải từ chức, vì bị tố cáo là gian lận
- 1995 – Áo, Phần Lan và Thụy Điển gia nhập
- 1993 – Các tiêu chuẩn Copenhagen được đưa ra
- 1992 – Hiệp ước Maastricht - Khai sinh Liên minh châu Âu
- 1989 – Bức màn sắt ở Đông Âu được gỡ bỏ
- 1986 – Bồ Đào Nha và Tây Ban Nha gia nhập; Cờ châu Âu được chấp thuận
- 1985 – Ủy ban Delors, Greenland rút khỏi Cộng đồng.
- 1981 – Hy Lạp gia nhập
- 1979 – Bầu cử Nghị viện châu Âu lần đầu.
- 1973 – Đan Mạch, Ireland và Vương quốc Anh gia nhập.
- 1967 – Hiệp ước Hợp nhất (Cộng đồng Than Thép, Cộng đồng Kinh tế và Cộng đồng Năng lượng nguyên tử hợp nhất).
- 1963 – Charles de Gaulle phủ quyết đơn xin gia nhập của Vương quốc Anh.
- 1957 – Các hiệp ước Rome lập ra Cộng đồng Kinh tế châu Âu và Cộng đồng Năng lượng nguyên tử châu Âu.
- 1951 – Hiệp ước Paris lập ra Cộng đồng Than Thép châu Âu.
- 1945 – Thế chiến thứ hai chấm dứt.